# هجوم البوكمال 2017
هجوم البوكمال 2017 كان هجوم عسكري شن من قبل الجيش العربي السوري وحلفائه ضد أعضاء تنظيم الدولة الإسلامية (داعش) في محافظة دير الزور. هدف الهجوم للاستيلاء على معقل داعش الأخير الحضري في سوريا، مدينة البوكمال الحدودية. هذا الهجوم كان جزء من حملة شرق سوريا الأكبر.
الهجوم حدث في نفس الوقت الذي شنت فيه حملة غرب العراق، التي كانت يستهدف استرداد المدينة الحدودية تحت سيطرة داعش القائم وبقية غرب العراق.

## الهجوم

### هجوم مباغت من الجيش العربي السوري
في 23 أكتوبر، بدأت القوات الحكومية هجوما للوصول إلى البوكمال وعلى مدى الساعات الـ48 القادمة قتل 42 مقاتل لداعش و27 مقاتل مؤيد للحكومة بينما حاولت داعش إيقاف تقدم الجيش. بحلول 25 أكتوبر، استطاعت داعش إخراج القوات الحكومية من بلدة العشارة، إضافة إلى أجزاء من القورية، على طول ضفاف نهر الفرات الغربية. في هذه الأثناء، احتدم قتال عنيف في محطة الضخ الاستراتيجية تي-2 تحت سيطرة داعش في الريف الجنوبي الغربي للبوكمال، مع استطاعة الجيش السوري وحزب الله إحاطة المحطة من ثلاث جوانب. في 26 أكتوبر، استولى الجيش وحلفائه على محطة الضخ تي-2، ثم بدأوا بعدها إنشاء مواقع على بعد 45 كيلومتر من البوكمال. ودُعم تقدم الحكومة بضربات جوية روسية ثقيلة.
في 27 أكتوبر، بينما كانت القوات الحكومية 40 كيلومتر من البوكمال، كان داعش يقوم بإعداد دفاعات البلدة. اليوم التالي، دفع هجوم داعش المضاد للخلف القوات الحكومية في منطقة محطة تي-2 والمقاتلين مرة أخرى هاجموا بلدة القورية في وادي نهر الفرات، فاستولوا على أجزاء منها. في 29 أكتوبر، أعادت القوات الحكومية تمركزها 65 كيلومتر جنوب غرب البوكمال، بينما انسحبوا أيضا من القورية ومحكان إلى الميادين بعد تكبد خسائر جسيمة في العديد من الكمائن.
بحلول 31 أكتوبر، ضُد هجوم داعش ضد محطة تي-2 وكانت القوات الحكومية مرة ثانية 50 كيلومتر من البوكمال. اليوم التالي، ضربت ست قاذفات قنابل بعيدة المدى روسية من طراز توبوليف تي يو-22 إم أقلعت من القواعد الجوية في روسيا أهداف داعش خارج البوكمال. في 3 نوفمبر، استولت قوات الأمن العراقية على بلدة القائم العراقية، على الجانب المقابل للحدود من البوكمال. في وقت متأخر من ذلك اليوم، عبرت القوات الشبه عسكرية العراقية الحدود من القائم وهاجمت مواقع داعش في منطقة الهري على أطراف البوكمال، لكن صدت إلى الخلف عبر الحدود باليوم التالي. في نفس الوقت الذي حدث فيه الهجوم الحدودي العراقي، وجهت روسيا ضربة جوية هائلة كما ذكرت التقارير على أهداف داعش في منطقة سكنية في البوكمال. في 5 نوفمبر، اندفعت القوات الحكومية لمسافة 15 كيلومتر من البوكمال، فوصلت إلى الحدود العراقية.

### الهجوم الأول على المدينة
بعد أن التقى الجيش السوري الميليشيات العراقية على الحدود في 8 نوفمبر، شن الجيش السوري وحلفائه هجوما على البوكمال، ليطوقوا ويدخلوا بسرعة المدينة. خلال القتال، حزب الله، الذي كان عنده مئات من المقاتلين يشتركون في المعركة، عبر إلى العراق حيث هاجم منه البوكمال سوية مع ميليشيات قوات الحشد الشعبيي العراقية. أخبر الجيش السوري أيضا أنه قد دخل العراق ومن ثم هاجم البوكمال من القائم. دخول كل من الجيش السوري وحلفائه إلى العراق كان كما ذكرت التقارير بإذن من الجيش العراقي. في ذلك المساء، أبلغت المصادر المؤيدة للحكومة عن أن البوكمال تم الاستيلاء عليها، بينما نفى المرصد السوري لحقوق الإنسان الموالي للمعارضة ذلك وذكر أنه فقط أجزاء من البلدة تم الاستيلاء عليها. اليوم التالي، أكد المرصد السوري لحقوق الإنسان السيطرة على البوكمال بعد أن انسحبت قوات داعش من المدينة من خلال طريق هروب شمالي الذي استطاعوا الحفاظ عليه. أعلنت قيادة العليا للجيش السوري السيطرة أيضا السيطرة رسميا على البوكمال وأصدرت بيان يقول: «إن تحرير المدينة ذو أهمية كبيرة لأنه يمثل إعلان سقوط مشروع منظمة داعش الإرهابي في المنطقة، عموما، وانهيار أوهام متبنيه وأنصاره لتقسيمها.» بدأ الجيش بتمشيط المدينة بعد ذلك كجزء من عمليات إزالة الألغام. في هذه الأثناء، استمرّت القوات المؤيدة للحكومة بعملياتهم في المنطقة واستولت على قاعدة الحمدان الجوية العسكرية كما ذكرت التقارير، شمال البوكمال.
في وقت متأخر من 9 نوفمبر، استرد هجوم داعش المضاد 40 بالمائة من البوكمال، بما في ذلك العديد من الأحياء في الجزء الشمالي الغربي والشمالي الشرقي والشمالي للبلدة. اليوم التالي، اقترب القتال من مركز المدينة. في هذه الأثناء، أبلغ حزب الله أن زعيم داعش، أبو بكر البغدادي، كان في البوكمال خلال الهجوم على البلدة. في 11 نوفمبر، وجهت ضربات جوية ثقيلة ضد داعش، في جهد من قبل قوات الحكومة السورية لإبقاء وجودهم في الجزء الجنوبي للمدينة، وأيضا لإخراج مقاتلو داعش من البوكمال. في هذه المرحلة أصبح واضحا بأن تراجع داعش السابق من البوكمال أجري لإيقاع القوات الحكومية في فخ الذي تضمن الهجمات المفاجئة من قبل مقاتلين يختبئون داخل الأنفاق في مركز المدينة. انطوى الهجوم المضاد على انتحاريون والهجمات الصاروخية. استنادا إلى المرصد السوري لحقوق الإنسان، عانت القوات الحكومية من الخسائر الإنسانية الكبيرة وبحلول نهاية اليوم استطاعت داعش بالكامل استرداد المدينة، مجبرة القوات المؤيدة للحكومة على الانسحاب لكيلومتر أو اثنين من المدينة. في هذه الأثناء، ذكر بأن قوات الحشد الشعبي قد سيطرت على المعبر الحدودي القريب مع العراق.

### الهجوم الثاني على المدينة
في 12 نوفمبر، شنت القوات الحكومية السورية هجوما نحو البوكمال من الميادين، فتقدمت بسرعة عبر الصحراء ووصلت إلى مواقع 25–35 كيلموتر غرب المدينة. في 17 نوفمبر، اقتحمت قوات الجيش السوري المدينة ثانية، فاستولت عليها بحلول 19 نوفمبر. خلال الهجوم الأخير مات أكثر من 110 شخص بما في ذلك القوات الحكومية ومقاتلي داعش.